# Henri Huet
Henri Huet (Đà Lạt (Vietnam), 4 april 1927 - Laos, 10 februari 1971) was een Frans-Vietnamees persfotograaf, bekend vanwege zijn verslaglegging van de Vietnamoorlog voor Associated Press (AP).

## Levensloop
Huet werd geboren als zoon van een Franse vader en een Vietnamese moeder. Toen hij vijf jaar oud was verhuisde hij met zijn familie naar Frankrijk. Hij ging naar school in Saint-Malo in Betragne. Hij studeerde aan de kunstacademie in Rennes en begon zijn carrière als schilder. Later nam hij dienst in het Franse leger en kreeg een opleiding in fotografie. In 1949 keerde hij terug naar Vietnam als oorlogsfotograaf een het Franse leger tijdens de eerste Indochina-oorlog. Na het einde van die oorlog in 1954 bleef Huet in Vietnam. Hij werkte als civiel fotograaf voor de Franse en Amerikaanse overheden. Vervolgens werkte hij voor United Press International (UPI). In 1965 stapte hij over naar AP om de Vietnamoorlog vast te leggen.

## Fotografische carrière
De foto's die Huet van de Vietnamoorlog maakte hadden een grote invloed op de Amerikaanse publieke opinie. Een van zijn meest gedenkwaardige series tonen Thomas Cole, een jonge hospik van de First Cavalry division, bij het verzorgen van zijn medesoldaten, ondanks zijn eigen verwondingen. Deze serie van twaalf foto's verscheen in Life op 11 februari 1966 met een van de schokkende foto's op de cover. In 1967 kende de Overseas Press Club Huet de Robert Capa Gold Medal toe, voor "de best gepubliceerde fotorapportage, buitengewone moed en inzet."
Gedurende de invasie van Laos door Zuid-Vietnam in 1971 vergezelde Huet de bevelhebber generaal Lam, samen met drie andere fotojournalisten, op een verkenningsvlucht in een helikopter. De helikopter werd neergeschoten boven de Ho Chi Minh trail. Aangenomen wordt dat alle inzittenden daarbij om het leven kwamen. De andere fotografen aan boord waren Larry Burrows van Life, Kent Potter van UPI en Keizaburo Shimamoto, een freelance fotograaf die voor Newsweek werkte. In 1998 deed een onderzoeksteam onder Amerikaanse leiding opgravingen op de berghelling waar de helikopter vermoedelijk was neergestort. Daarbij werden kleine onderdelen, twee militaire helmen en verscheidene stukken 35mm-film gevonden. Menselijke resten werden niet aangetroffen.
Onder zijn collega's die verslag deden van de oorlog was Huet gerespecteerd voor zijn toewijding, moed en kundigheid in het veld. Hij was geliefd vanwege zijn gevoel voor humor en vriendelijkheid. Dirck Halstead, bureauchef Chief van United Press International in 1965, merkte op dat hij "altijd een lach op zijn gezicht had".
- Bibliothèque nationale de France: cb15093969w (data)
- Gemeinsame Normdatei: 132748525
- International Standard Name Identifier: 0000 0000 4179 109X
- Library of Congress Control Number: n2007006695
- PIC: 301315
- RKD-Nederlands Instituut voor Kunstgeschiedenis: 385182
- Système universitaire de documentation: 109402855
- Virtual International Authority File: 62717664
- WorldCat: E39PBJpPDJQGTGmd9JCRY8JFKd